# Дневник Алисы (книга)
«Дневник Алисы» или «Синяя трава. Дневник пятнадцатилетней наркоманки» (англ. Go Ask Alice — дословно «Иди спроси Алису») — книга, опубликованная американской мормонской писательницей Беатрис Спаркс в 1971 году. «Дневник Алисы» написан от первого лица и описывает жизнь безымянной девочки-подростка, ставшей наркоманкой: она сбегает из дома, переживает сексуальное насилие, оказывается вовлечённой в торговлю наркотиками и проституцию и, как следует из эпилога, умирает от передозировки. Книга, опубликованная на волне войны с наркотиками 1970-х годов, стала бестселлером и неоднократно переиздавалась. Она получала положительные отзывы как поучительная история, предупреждающая подростков об опасности наркомании — её включали в списки школьного чтения. В то же время «Дневник Алисы» подвергался критике и изъятию из школьных библиотек из-за сцен, изображающих употребление наркотиков, секс и изнасилование. 
На момент публикации «Дневник Алисы» был представлен как подлинный дневник реальной девушки, который Спаркс лишь отредактировала. Критики высказывали сомнение в реальности героини книги и описанных в ней событий, считая «Дневник Алисы» художественным творчеством Спаркс — возможно, в соавторстве с другими авторами. Спаркс в последующем выпустила ещё ряд нравоучительных книг в том же формате дневников, написанных от лица подростков и посвящённых разным опасностям; её же «Дневник Джея» способствовал Сатанинской панике 1980-х годов. 
В 1973 году книга была экранизирована American Broadcasting Company в виде телевизионного фильма; главные роли в нём сыграли Джейми Смит-Джексон и Уильям Шетнер. В 1976 году драматург Фрэнк Ширас переработал «Дневник Алисы» в пьесу для театральной постановки.

## Сюжет и название
Действие книги начинается в 1968 году. Героиня-школьница попадает на вечеринку, где в рамках непонятной ей игры пьёт колу с добавлением ЛСД, переживая необычное психоделическое состояние. Спустя буквально несколько дней она начинает пробовать другие наркотики самых разных видов, включая внутривенные, теряет девственность со случайным знакомым, одновременно переживая стыд и раскаяние на фоне сердечного приступа дедушки. Ещё немного спустя она оказывается в отношениях со студентом-наркоторговцем, который достаёт для неё разные наркотики; позже осенью героиня сбегает в Сан-Франциско, где пробует героин. Её дальнейшие приключения продолжаются в таком же роде — героиня вовлекается в проституцию и торговлю наркотиками. Эпилог книги сообщает, что героиня умерла от передозировки.
Имя главной героини — не Алиса, а имя владельца дневника ни разу не называлось в книге. Девушка Алиса упоминалась в одном из вступлений во время пребывания рассказчицы в Кус-Бей, штат Орегон. Эта девушка — такая же наркоманка, которую автор дневника встречает на улице. В экранизации «Go Ask Alice» главная героиня называет себя Алисой.
Название книги (дословно «Иди спроси Алису») взято из песни «White Rabbit» (1967) группы Jefferson Airplane, в свою очередь, отсылающей к повести Льюиса Кэролла «Алиса в Стране чудес». Эта песня часто интерпретировалась как описывающая употребление психоделических наркотиков.

## Авторство и история публикации
Беатрис Спаркс, опубликовавшая книгу, была членом Церкви Иисуса Христа Святых последних дней из Юты. Спаркс на протяжении многих лет называла себя психологом или специалистом по психологической помощи подросткам, хотя не имела специального образования или лицензии на осуществление медицинской деятельности; её второй муж заработал большие деньги на инвестициях в нефтяную промышленность, что позволяло Спаркс оставаться дома с детьми и вести в печати колонки на психологические темы — она отвечала на письма читателей и давала советы. Писатель и радиоведущий Рик Эмерсон, посвятивший Спаркс и опубликованным ей «дневникам подростков» книгу Unmask Alice, предполагал, что к написанию «Дневника Алисы» Спаркс подтолкнула деятельность телеведущего Арта Линклеттера. Линклеттер после самоубийства в 1969 году его дочери Дианы Линклеттер обвинял в произошедшем наркотики, в частности, ЛСД. Он запустил кампанию под названием Family Achievement Institute (FAI), включающую в себя выпуск на виниловых грампластинках коротких аудиокниг с советами по воспитанию детей и душеподъемные темы — среди авторов текстов для этой кампании была и Спаркс. Хотя FAI не снискала коммерческого успеха, знакомство Спаркс с Линклеттером помогло ей опубликовать «Дневник Алисы» в издательстве Prentice Hall. 
Спаркс утверждала, что «Дневник» принадлежал реальной девушке, но история того, как к ней попал этот документ, менялась в разных пересказах. Одним из возможных источников мог быть рассказ девушки-мормонки, посещавшей летний лагерь при Университете Бригама Янга. Психолог из этого лагеря был встревожен рассказом девушки и связался со Спаркс, которая сама провела с девушкой несколько бесед и поддерживала с ней связь. Эмерсон не вынес окончательного заключения о том, был ли «Дневник Алисы» полностью вымыслом Спаркс или основан на каком-то реальном дневнике, но отмечал, что книга прекрасно вписывалась в кампанию по войне с наркотиками, которую вела администрация Ричарда Никсона, и вполне могла быть совместным проектом Белого дома и «рекламного агентства с Мэдисон-авеню».
В 1998 году в The New York Times журналист Марк Оппенгеймер указывал на предполагаемого соавтора книги — писательницу Линду Гловач. Гловач ранее опубликовала схожую нравоучительную книгу «Королева красоты», героиня которой сбегает от матери-алкоголички, становится стриптизёршей и героиновой наркоманкой и в итоге также умирает. Оппенгеймер считал «Дневник Алисы» более удобоваримой книгой, чем «Королеву красоты», хотя всё равно скверно написанной и невероятной; . Он также отмечал, что в уста героини «Дневника Алисы» вложены карикатурные заявления политического толка — насмешки консервативных авторов над идеями левой молодёжи времён войны во Вьетнаме и молодёжных протестов.
В 1979 году Спаркс выпустила книгу «Дневник Джея», тоже оформленную как дневник покойного подростка. Эта книга была основана на дневнике покончившего самоубийством 16-летнего подростка из Юты Олдена Барретта — эти записи Спаркс передала мать подростка, тоже прихожанка Церкви Иисуса Христа Святых последних дней, впечатлённая «Дневником Алисы». «Дневник Джея» описывал вовлечение героя в некий культ сатанистов, включая ритуальные жертвоприношения, оргии и контакты с бесами. Если «Дневник Алисы» был опубликован на волне войны с наркотиками 1970-х годов, то «Дневник Джея» вместе с другими схожими публикациями запустил волну Сатанинской паники, охватившей Америку в 1980-е годы.
Барбара Миккельсон в критическом обзоре на сайте Snopes отмечала, что Спаркс в дальнейшем опубликовала ещё ряд нравоучительных книг во всё том же формате дневников подростков, страдающих от какой-то социально значимой проблемы: так, It Happened to Nancy была посвящена ВИЧ-инфекции, Annie's Baby — подростковой беременности, Treacherous Love — сексуальным домогательствам со стороны взрослых, Almost Lost — подростковой преступности и жизни на улицах, Kim: Empty Inside — расстройствам приёма пищи. По мнению Миккельсон, стиль и содержание «Дневника Алисы» свидетельствуют о том, что его писал взрослый автор с целью показать опасность подростковой наркомании, а не школьница, пишущая о том, что происходит с ней здесь и сейчас. В книге почти отсутствуют школа, учителя, сплетни, переживания героини из-за потери единственной настоящей любви занимают в книге лишь два коротких абзаца и быстро оказываются забытыми, тогда как описания всего, что связано с наркотиками, растягиваются на целые страницы. Язык дневника тоже слишком «взрослый» — он использует редкие книжные слова gregarious, impregnable, conscientious или ecstatic, которые почти невероятно было бы ожидать от школьницы.
Запросы в Бюро по охране авторских прав США показывают, что Спаркс является единственным обладателем авторских прав на «Дневник Алисы». Кроме того, она числится в отчете авторских прав, как автор книги — не как редактор, составитель или исполнитель, что было бы более привычно для издающего дневник умершего человека. Согласно самой книге, единственным обладателем авторского права является Prentice-Hall.

## Споры о цензуре
Так как «Дневник Алисы» содержит ненормативную лексику, а также относительно прямые отсылки к побегам, наркотикам, сексу и изнасилованию, родители и активисты стремились убрать книгу из школьных библиотек. Запреты начались в 1970-х: Каламазу, штат Мичиган, в 1974; Сагино, штат Мичиган, в 1975; Игл-Пасс, штат Техас, и Трентон, штат Нью-Джерси, в 1976 посредством удаления из местных библиотек. Другие библиотеки в Нью-Йорке (1975), Огдене, штат Юта, (1979) и во Флориде (1982) стали требовать у учащихся родительского разрешения, чтобы взять книгу. На момент 2014 года отрывки произведения включены в некоторые издания школьной литературы (6 класс).
В России отрывки из перевода книги под названием «Синяя трава. Дневник пятнадцатилетней наркоманки» были включены в учебник по литературе для 7 класса под редакций Бунеева, изданный в 2005 году. В 2016 году эти учебники вызвали скандал в одной из школ Казани. В ответ на обращение родителей школьников прокуратура Казани заявила, что «произведение содержит информацию, негативно влияющую на формирование духовно-нравственной личности несовершеннолетнего»; директор школы был привлечён к дисциплинарной ответственности.